# Washington Redskins 1968
La stagione 1968 dei Washington Redskins è stata la 37ª della franchigia nella National Football League e la 32ª a Washington. Sotto la direzione del capo-allenatore Otto Graham la squadra ebbe un record di 5-9, terminando terza nella NFL Capitol e mancando i playoff per il 23º anno consecutivo. 

## Roster
| Roster dei Washington Redskins nel 1968 |
| --- |
| Quarterback - 16 Gary Beban - 9 Sonny Jurgensen - 11 Jim Ninowski - 17 Harry Theofiledes Running Back - 20 Gerry Allen - 26 Bob Brunet - 24 Pete Larson - 32 Ray McDonald - 44 Steve Thurlow FB - 25 A.D. Whitfield Wide Receiver - 49 Bobby Mitchell - 42 Charley Taylor Tight End - 81 Ken Barefoot - 88 Pat Richter - 87 Jerry Smith Offensive Linemen - 61 Don Bandy G - 68 Willie Banks T - 56 Len Hauss C - 76 Walt Rock T - 62 Ray Schoenke G - 74 Jim Snowden T - 67 John Wooten G Defensive Linemen - 77 Walt Barnes DT - 73 Frank Bosch DT - 79 Dennis Crane DT - 66 Carl Kammerer DE - 71 Spain Musgrove DE - 72 Joe Rutgens DT Linebacker - 63 Ed Breding - 60 Jim Carroll - 57 Dave Crossan - 55 Chris Hanburger - 86 Marlin McKeever - 52 Mike Morgan - 54 Tom Roussel Defensive Back - 37 Pat Fischer CB - 21 George Harold - 46 Rickie Harris CB - 40 Aaron Martin S - 28 Dick Smith - 34 Jim Smith - 23 Brig Owens S Special Team - 4 Mike Bragg P - 3 Charlie Gogolak K Squadra di allenamento - 5 Curt Knight K |
| Legenda - I rookie sono in corsivo. - Il primo ruolo è il principale mentre gli eventuali successivi indicano i ruoli secondari. - (IR) sta per Injured Reserve ed indica la lista ristretta per un solo giocatore infortunato che può tornare ad allenarsi dopo la settimana 6 e a rientrare in prima squadra dopo che questa ha giocato 8 partite. - (NF-Inj.) / (NF-Ill.) stanno rispettivamente per Non-Football Injured e Non-Football Illness ed indicano le liste dove viene inserito un giocatore che ha un infortunio o una malattia non dipendente dal football americano. - (PUP) sta per Physically Unable to Perform ed indica la lista dove viene inserito un giocatore mentre è in attesa di recuperare la condizione fisica. Nella stagione regolare dopo la sesta partita giocata dalla propria squadra, il giocatore ha tempo tre settimane per riprendere ad allenarsi, più tre settimane aggiuntive dal suo rientro agli allenamenti per rientrare in prima squadra.                                           |

## Calendario
| Stagione regolare |              |                        |           |        |                        |          |         |
| Turno             | Data         | Avversario             | Risultato | Record | Stadio                 | Pubblico | Sintesi |
| 1                 | 15 settembre | at Chicago Bears       | V 38–28   | 1–0    | Wrigley Field          | 41,321   | Recap   |
| 2                 | 22 settembre | at New Orleans Saints  | S 17–37   | 1–1    | Tulane Stadium         | 65,941   | Recap   |
| 3                 | 29 settembre | at New York Giants     | S 21–48   | 1–2    | Yankee Stadium         | 62,797   | Recap   |
| 4                 | 6 ottobre    | Philadelphia Eagles    | V 17–14   | 2–2    | DC Stadium             | 50,816   | Recap   |
| 5                 | 13 ottobre   | Pittsburgh Steelers    | V 16–13   | 3–2    | DC Stadium             | 50,659   | Recap   |
| 6                 | 20 ottobre   | at St. Louis Cardinals | S 14–41   | 3–3    | Busch Memorial Stadium | 46,456   | Recap   |
| 7                 | 27 ottobre   | New York Giants        | S 10–13   | 3–4    | DC Stadium             | 50,839   | Recap   |
| 8                 | 3 novembre   | at Minnesota Vikings   | S 14–27   | 3–5    | Metropolitan Stadium   | 47,644   | Recap   |
| 9                 | 10 novembre  | at Philadelphia Eagles | V 16–10   | 4–5    | Franklin Field         | 59,133   | Recap   |
| 10                | 17 novembre  | Dallas Cowboys         | S 24–44   | 4–6    | DC Stadium             | 50,816   | Recap   |
| 11                | 24 novembre  | Green Bay Packers      | S 7–27    | 4–7    | DC Stadium             | 50,621   | Recap   |
| 12                | 28 novembre  | at Dallas Cowboys      | S 20–29   | 4–8    | Cotton Bowl            | 66,076   | Recap   |
| 13                | 8 dicembre   | Cleveland Browns       | S 21–24   | 4–9    | DC Stadium             | 50,661   | Recap   |
| 14                | 15 dicembre  | Detroit Lions          | V 14–3    | 5–10   | DC Stadium             | 50,123   | Recap   |

Nota: gli avversari della propria division sono in grassetto.

## Classifiche
| NFL Capitol         |    |    |   |      |     |      |     |     |     |
|                     | V  | S  | P | %    | DIV | CONF | PF  | PS  | STR |
| Dallas Cowboys      | 12 | 2  | 0 | .857 | 5–1 | 9–1  | 431 | 186 | V5  |
| New York Giants     | 7  | 7  | 0 | .500 | 5–1 | 7–3  | 294 | 325 | S4  |
| Washington Redskins | 5  | 9  | 0 | .357 | 2–4 | 3–7  | 249 | 358 | V1  |
| Philadelphia Eagles | 2  | 12 | 0 | .143 | 0–6 | 1–9  | 202 | 351 | S1  |

Note: I pareggi non venivano conteggiati ai fini della classifica fino al 1972.